# Орден Креста Витиса
Орден Креста́ Ви́тиса (лит. Vyčio Kryžiaus ordinas) — государственная награда Литовской Республики. Был учреждён в 1927 году и предназначался для награждения за боевые и военные заслуги. Мог вручаться с мечами или без них. Это первый литовский орден. До 1930 года являлся высшей государственной наградой Литвы.

## Положение о награде
Орден Креста Витиса присуждается гражданам, за подвиг, совершённый для защиты свободы и независимости Литовской Республики.

## История
Крест Витисы был учреждён в 1919 году, как высшая государственная награда для сформированной для борьбы с большевиками литовской армии. Устав награды был утверждён Указом Президента от 31 августа 1927 года. 1 сентября 1930 года награда была переименована в Орден Креста Витиса.
В 1927 году Крест Витиса получили премьер-министр Италии Бенито Муссолини и король Италии Виктор Эммануил III. Позже, эта награда была вручена бельгийскому королю Альберту I, чехословацкому президенту Томашу Масарику и президенту Германии Паулю фон Гинденбургу (последний был награждён в Литве тайно, поскольку Конституция Германии запрещала своим служащим принимать иностранные награды).
Первыми награждёнными крестом Витиса 1 класса среди литовцев стали президент Литвы Антанас Сметона и генерал Сильвестр Жуковский.
Орден Креста Витиса был первым государственным орденом из довоенной Литвы, восстановленным «Законом о восстановлении ордена Креста Витиса» Nr. I-949 от 15 января 1991 года после январских событий 1991 года в Литве. Первыми, кто был награждён восстановленным орденом, были участники январских событий 1991 года в Вильнюсе.

## Описание
Орден Креста Витиса имеет пять степеней:
- Большой крест ордена Креста Витиса (1-я степень);
- Большой крест Командора ордена Креста Витиса (2-я степень);
- Крест Командора ордена Креста Витиса (3-я степень);
- Офицерский крест ордена Креста Витиса (4-я степень);
- Рыцарский крест ордена Креста Витиса (5-я степень).

Орден Креста Витиса также имеет медаль ордена Креста Витиса одной степени.

Элементы художественного оформления знака ордена и звезды
- Звезда ордена
- Знак ордена
- Оборотная сторона знака ордена
«За храбрость. 1919»

## Знаки ордена
| Большой крест                               | Большой командорский крест                                | Командорский крест                               | Офицерский крест                               | Рыцарский крест                               |
| ------------------------------------------- | --------------------------------------------------------- | ------------------------------------------------ | ---------------------------------------------- | --------------------------------------------- |
| Изображение орденской ленты большого креста | Изображение орденской ленты большого командорского креста | Изображение орденской ленты командорского креста | Изображение орденской ленты офицерского креста | Изображение орденской ленты рыцарского креста |
| Изображение лицевой стороны большого креста | Изображение лицевой стороны большого командорского креста | Изображение лицевой стороны командорского креста | Изображение лицевой стороны офицерского креста | Изображение лицевой стороны рыцарского креста |

## Медаль ордена Креста Витиса
- Медаль ордена Креста Витиса

## Награждения
Орденом Креста Витиса с мечами и без мечей были награждены многие видные литовские военные и государственные деятели, а также военнослужащие и партизаны. Могли награждаться и иностранцы. 1-й степенью ордена Креста Витиса в Литве были награждены лишь три человека.

### Орден Креста Витиса 1-й степени, с мечами
- Генерал Сильвестрас Жукаускас (1927);
- Президент Антанас Смятона (1927);
- Король Италии Виктор Эммануил III (1927);
- Председатель Совета министров Италии Бенито Муссолини (1927);
- Президент Германии Пауль фон Гинденбург (1928);
- Король Бельгии Альберт I (1929);
- Президент Чехословакии Томаш Масарик (1930).
- Президент России Борис Ельцин (2011, посмертно).
- Главнокомандующий ЗСУ Валерий Залужный (5 июля 2023)

### Орден Креста Витиса 1-й степени, без мечей
- Премьер-министр, профессор Аугустинас Вольдемарас (1928);
- диссидент Ромас Каланта (2000, посмертно).